# 牙買加夜鷹
牙買加夜鷹（學名：Siphonorhis americana），又名牙买加小帕拉夜鹰，是牙買加特有的一種夜鷹。牙買加夜鷹棲息在亞熱帶或熱帶的森林及叢林。由於掠食者的入侵，牙買加夜鷹在IUCN紅色名錄內被列為極危物種，或许已经灭绝。

## 外部連結
- BirdLife Species Factsheet （页面存档备份，存于）